# グルジアのイスラム教
本項目ではグルジアのイスラム教（グルジアのイスラムきょう）について記述する。

## 概要
イスラム教は、イスラーム第3代カリフのウスマーン・イブン・アッファーンが遣わした軍隊がグルジア東部を征服し、トビリシに首長国を建国した654年に伝来。ムスリムは現在、総人口の約9.9%を占めている。総人口の10数%を構成するとの統計もある。
グルジア議会は2011年7月、「歴史的にグルジアと結びつきのある」宗教的少数民族集団の登録を認める新法を可決。法案の段階では、イスラム教および他の4宗教への具体的な言及があった。
国内のモスクは、2011年5月に設立されたグルジアムスリム局の管理下で運営されている。それまで国内のムスリムの活動は、アゼルバイジャンのバクーに本部を置くカフカスムスリム局により、国外から管理されていた。
2010年、トルコとグルジアとの間で、トルコの出資や助言により、グルジアにあるモスク3カ所の修復やモスク1カ所の再建を行い、グルジアがトルコにあるグルジア正教の修道院4カ所を修復する協定を結ぶ。この協定により、アジャリア自治共和国バトゥミにあった、20世紀半ばに破壊された歴史的なアジぜ・モスクの再建が可能となった。トルコはサムツヘ＝ジャヴァヘティ州アハルツィヘやコブレティにあるモスクを修復し、1940年に焼き払われたアジぜ・モスクを再建し、バトゥミにハンマーム（トルコ式蒸し風呂）を復元する。

## 歴史

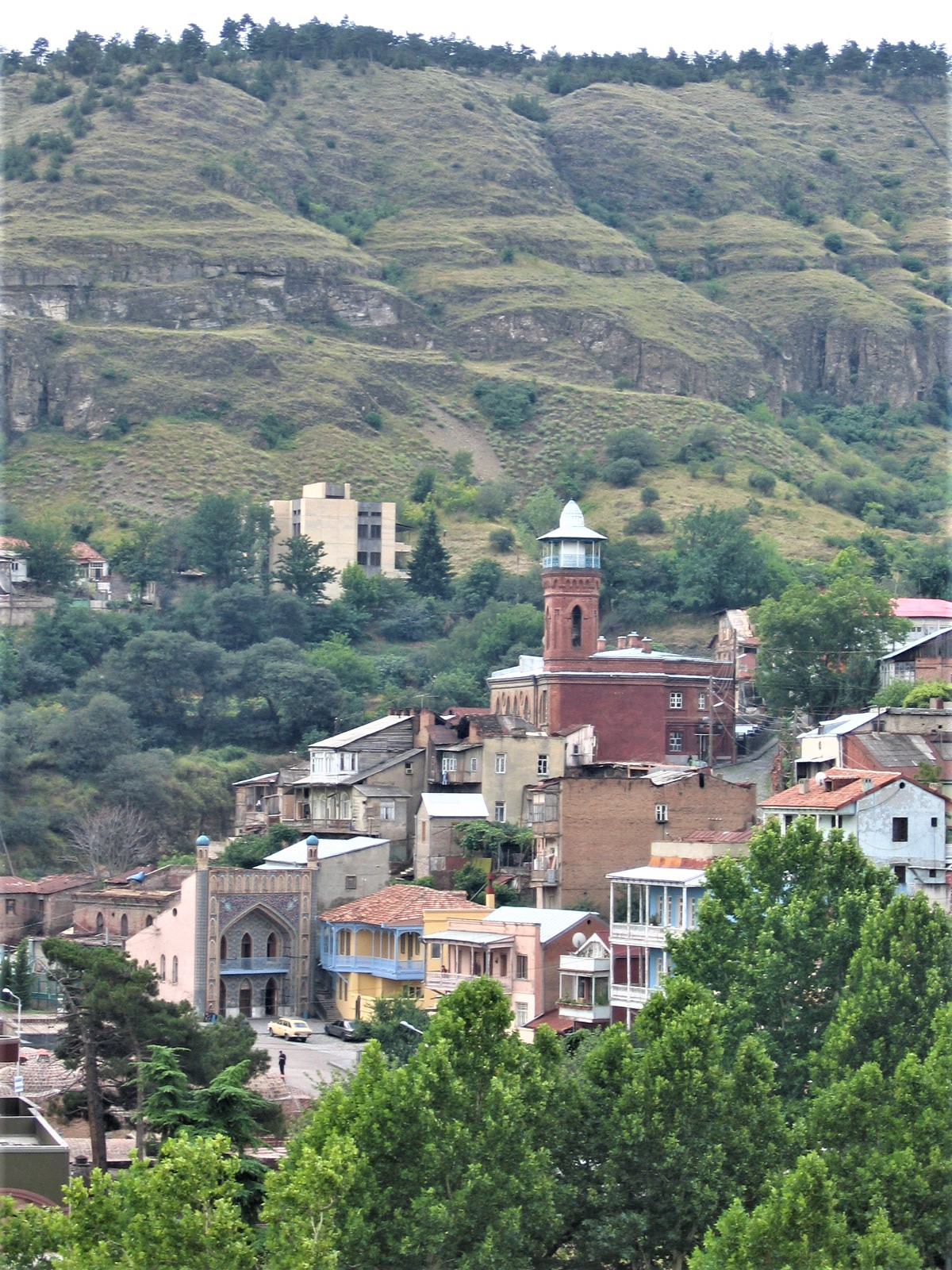
トビリシに唯一現存するモスク

### トビリシ首長国時代
アラブ人は645年、グルジアに初めて姿を現す。しかし、グルジア正教徒から頑強な抵抗に遭ったため、国内の大部分を安定的な支配下に置いたのは735年になってからであった。この年、マルワーン2世がトビリシと近傍の領土の多くを掌握し、同地にアラブ人アミールを配置。アミールはその後バグダッドのカリフか、場合によってはアルメニアのオスティカン（知事）により任命されることとなる。
トビリシ（「アル=テフェリス」）はアラブ時代、イスラム世界と北欧との貿易の中心地に成長。さらに、アラブの重要な基地として、またビザンツ帝国やハザール・カガン国に挟まれた緩衝地帯としての役割も果たす。トビリシでは時が経つに従い、ムスリムが多数を占めるようになってゆく。

### ティムール朝時代
1386年から1404年にかけてグルジアは、中央アジアからアナトリアにまで最大版図が及んだテュルク系モンゴル人の征服者・ティムールが率いる軍隊により侵略を受ける（ティムールの征服戦争）。
少なくとも7度あった侵略のうち最初の侵略では、ティムールが首都トビリシを奪取し、1386年にバグラト5世を捕虜にした。1401年末にはコーカサスに再度侵攻。グルジア王は和平を求め、兄弟を貢物と共に遣わせることとなる。ティムールは当時オスマン帝国との戦争（アンカラの戦い）に備えていたため、グルジアでの戦況はいったん棚上げして、オスマン帝国との戦争終結後により断固たる徹底した対処を行うことを考えていたと思われる。かくしてグルジア王が軍隊を提供するという条件の下、グルジアと和平協定を結んだ。

### サファヴィー朝・オスマン帝国時代

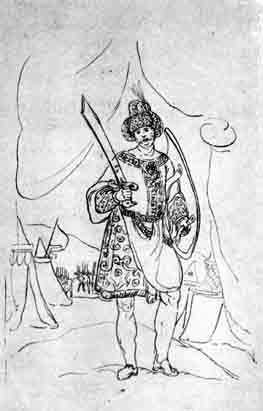
17世紀のムスリム系グルジア人指導者ロスタム

サファヴィー朝はコーカサスの支配を巡り、オスマン帝国と絶え間無く紛争状態にあった。16世紀から18世紀にかけては、当時グルジアが単一国家でなかったため、複数の独立王国や公国に対処しなければならなかった。これらの政体はしばしば政治的に異なる経緯をたどった。
サファヴィー朝の関心は主にグルジア東部（カルトリ、カヘティの両王国）や南部（サムツヘ＝サアタバゴ王国）に向けられることとなる（西部はオスマン帝国の支配下にあった）。なお、これらの独立した王国は1518年以後、ペルシアに服属。

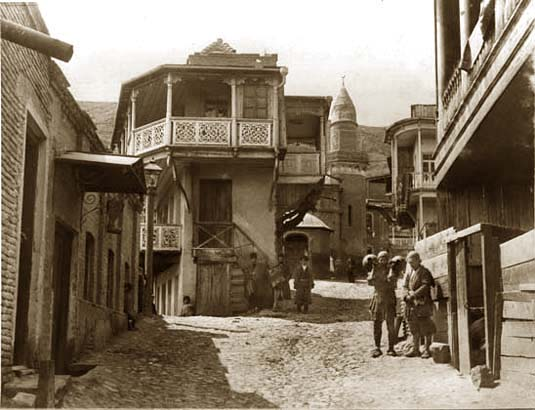
植物通りとスンナ派モスク（1880年半ば）

1555年5月29日、サファヴィー朝とオスマン帝国はアマシャ条約を締結し、南コーカサスが両国の間で分割された。上述の通り、西部から南西部にかけてはオスマン帝国が支配し、東部から南東部にかけてはペルシアが掌握したため、カルトリ王国は再度サファヴィー朝領となった。
オスマン帝国の支配下に置かれた地域のうち、イスラム教に改宗したグルジア人としては、アジャール人やメスヘティア・トルコ人（メスフ人）が挙げられる。
1703年にはヴァフタング6世がカルトリ王国の君主に就任。1716年イスラム教を取り入れたことから、サファヴィー朝の君主がヴァフタング6世をカルトリ国王として承認するに至る。しかしながら、決定的な局面で軍事行動を中断するよう命じられたため、ヴァフタング6世は親露派路線をとるものの、ロシアからは約束された軍事支援を得られなかった。

### 帝政ロシア・ソビエト連邦時代
かくして1783年のカルトリ、カヘティ両王国の保護国化から、1878年のアジャリア併合までの一連の動きにより、グルジアは約100年をかけてロシア領となった。帝政ロシア時代においては、イスラム教徒に対するキリスト教への改宗やロシア語の強要（同化政策）と、地域のイスラム系有力者による間接的統治という、重層的な政策が使い分けられることとなる。
帝政崩壊後の1918年5月、メンシェヴィキによりグルジア民主共和国独立宣言を発布するも、1921年2月のグルジア社会主義ソビエト共和国成立を経て、1922年にはアルメニア、アゼルバイジャンと共に、ソビエト連邦の構成国であるザカフカース社会主義連邦ソビエト共和国を形成するに至る。
この間1917年11月15日には『ロシア諸民族の権利宣言』により民族自決や民族抑圧の除去の原則が確認されたものの、第二次世界大戦中はイスラム系諸民族の強制移住が行われるなど、苦難の道を歩んだ。また、1956年と1989年4月の2度にわたり、首都トビリシで独立を求める集会が軍により弾圧を受けた。

### ソ連崩壊・ロシア連邦時代
ソ連崩壊に先立つ1991年4月9日、独立宣言を発布。その後もイスラム系住民の周辺では、民族紛争が絶えない状態が続いている。

## 人口分布
総人口の9.9%（463062人）から10 - 13%に及ぶ。国内には主要ムスリム集団が2つ存在。スンナ派ハナフィー学派を奉じるグルジア系ムスリムは、トルコに隣接するアジャリア自治共和国に集中し、概ねシーア派十二イマーム派を信仰するアゼルバイジャン系ムスリムは、アゼルバイジャンやアルメニアとの国境付近に多い。
スンナ派ハナフィー学派に属するメスヘティア・トルコ人は、かつてはトルコとの国境沿いにあるメスヘティの住民であった。しかし、1944年11月15日から25日にかけてヨシフ・スターリンにより中央アジアへ追放され、カザフスタンやキルギスタン、ウズベキスタンへの定住を余儀無くされる。家畜用のトラックに載せられて強制移住させられた12万人のうち、総計1万人が死亡。「対独協力」が追放の理由であった。現在では数多くの旧ソビエト連邦構成諸国に分散し、50万人から70万人がアゼルバイジャンや中央アジアで流浪生活を送っている。
この他、南オセチア自治州に居住するイラン系のオセット人のうち、15%はスンナ派を信仰。

## ギャラリー

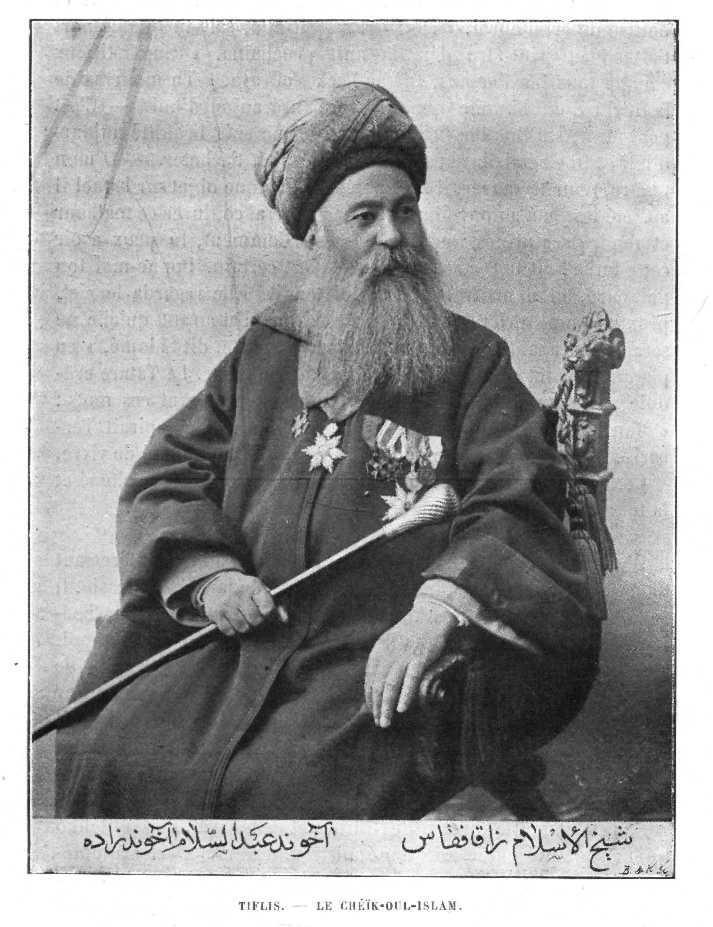
トビリシ出身のグルジア系ムスリムのイマーム
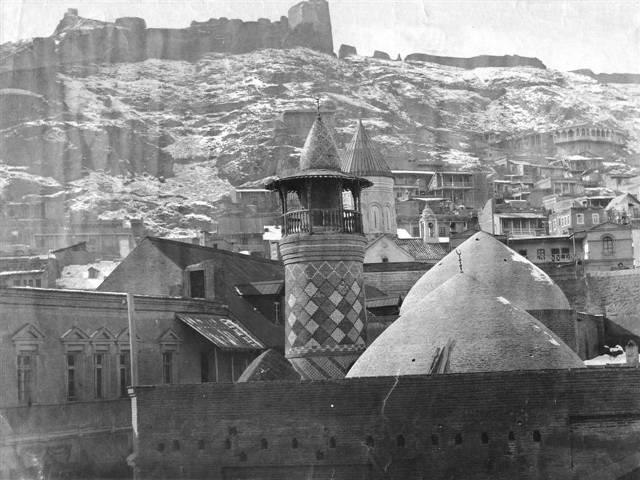
トビリシのモスク（20世紀初頭以降）